# Эмма (мифология)
Эмма (яп. 閻魔) — в японской мифологии бог-властитель и судья мёртвых, который правит подземным адом — дзигоку. Аналогичен Яме общебуддийской мифологии. Так же его часто называют Великий царь Эмма (яп. 閻魔大王 Эмма Дай-О:). И в древности, и в современности его изображали большим человеком с красным лицом, глазами навыкат и бородой. Носит традиционное японское одеяние (вафуку) и корону на голове, на которой изображен иероглиф 王 (король, правитель). Ему подвластна многотысячная армия, которой управляют восемнадцать военачальников, а в личном распоряжении находятся демоны и стражники с лошадиными головами.
Подземный мир состоит из восьми огненных и восьми ледяных адов. Когда человек умирает, то начинает своё путешествие в подземный мир через пустынную равнину и горы пока не упирается в реку. Эта река и является входом в подземный мир и её можно пересечь тремя способами: по мосту, вброд и вплавь. По мосту проходят благочестивые люди, брод предназначен для совершивших незначительные прегрешения, а грешники должны преодолеть поток, кишащий чудовищами. На другом берегу ждёт страшная старуха, которая их раздевает. После чего мужчины предстают перед Эммой, а женщины перед его сестрой. В магическом зеркале они видят все земные дела людей и судят их согласно увиденному. Степень наказания определяется в соответствии с Законом Будды. Тот, кто убил невинных, будет брошен в кипящий котел, полный расплавленного металла. Однако, если грешники совершили паломничество к каждой из 33 святынь богини милосердия Каннон, то всё зло, что они сделали, исчезнет. Иногда Эмма изображается менее безжалостным и возвращает жизнь тем, кто появляется перед ним.
По легенде, в последний день Обона в море появляются души умерших. Для моряков этот день считается опасным (беспокойные призраки обязательно попытаются потопить судно). Для того чтобы мёртвые отправились в подземный мир, выполняется ряд «специальных ритуалов». В настоящее время Эмма-о используется в качестве страшилки для маленьких детей.

## Эмма в культуре и искусстве
В японской манге и аниме сериале «Хладнокровный Ходзуки» Эмма, река Сандзу, и весь японский ад представлены в карикатурно-комедийном свете.